# غلام الجرس
غلام الجرس هو عتال في فندق يساعد العملاء في حمل أمتعتهم أثناء تسجيل الوصول أو المغادرة.

## طالع المزيد
- عتال